# جرج گری (سناتور)
جرج گری (به انگلیسی: George Gray) سناتور سابق عضو حزب دموکرات ایالات متحده آمریکا بود. وی در سال ۱۸۸۵ تا ۱۸۹۹ میلادی سناتور ایالت دلاویر در سنای ایالات متحده آمریکا بود.